# Radicales Italianos
Radicales Italianos (Radicali Italiani, RI) es un partido político italiano que se describe como un movimiento político liberal, liberista y libertario (liberista o libertario con connotaciones liberales en el plano económico, como el libre comercio); mientras que liberal denota una forma del social-liberalismo en relación con cuestiones morales, conectado ideológicamente con el progresismo).
Fue fundado el 14 de julio de 2001, con Daniele Capezzone como primer secretario del partido, sustituido en 2006 por Rita Bernardini. Desde su fundación el partido tuvo la intención de ser la sección italiana del Partido Radical Transnacional, es decir, la continuación del Partido Radical fundado en 1955 por el ala izquierda del Partido Liberal Italiano y reimpulsado en los años 60 por Marco Pannella.

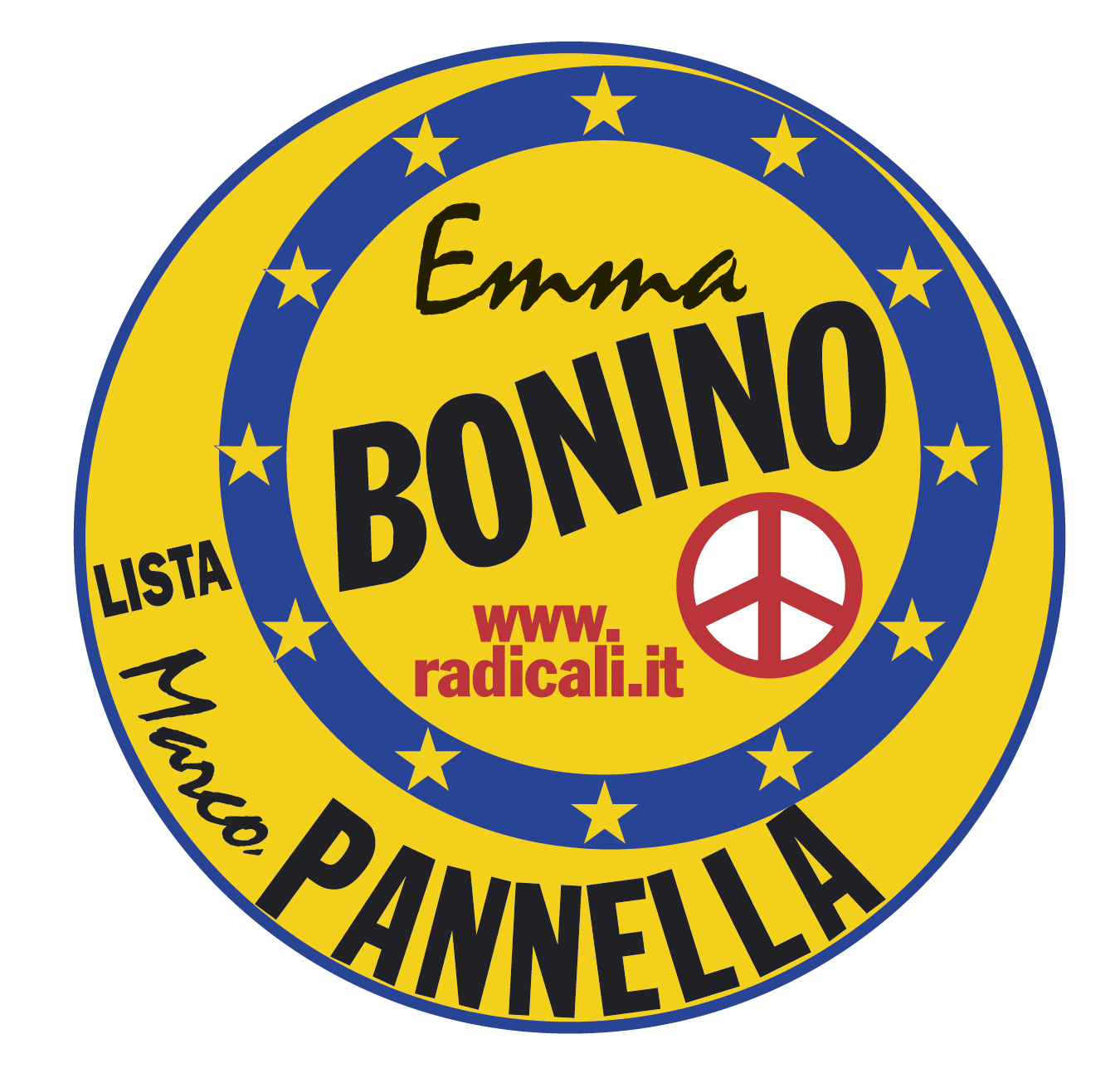
Logo de la Lista Bonino Pannella. 2009

El Partido Radical, al haberse convertido en una ONG transnacional colaboradora de las Naciones Unidas, adoptó en sus estatutos la prohibición de presentarse a cualquier elección política para salvaguardar su independencia. Como consecuencia sus militantes se organizaron en listas como la lista Pannella, presentándose a varias elecciones entre 1992 y 1999; y la lista Bonino, hasta 2001 cuando se volvieron a configurar como partido político de cara a las elecciones.

## Historia

### Hacia un nuevo partido
El Partido Radical había sido históricamente considerado como el movimiento político más fuerte del libertarismo de izquierda en Italia, considerándose a menudo como la oposición más extrema a la clase política italiana. Pero cuando Silvio Berlusconi entró en política en 1994, los radicales, entonces organizados en la Lista Pannella, decidieron apoyar su política (encaminadas a introducir principios económicos liberales), pero de una forma crítica y sin involucrarse directamente en sus gobiernos de centro-derecha gabinetes, con la esperanza de una "revolución liberal", en oposición a la clase política conservadora y estatista representada tanto por los partidos de centro-derecha y centro-izquierda.
La relación entre los radicales y Berlusconi, cuyos aliados incluían a grupos social-conservadores que se oponían a los radicales, pronto terminó, aunque sin dejar de ser nunca los radicales críticos también de las políticas apoyadas por la izquierda. Como resultado, desde 1996, los radicales no han formado parte de ninguna gran coalición. En las elecciones al Parlamento Europeo de 1999 la Lista Bonino obtuvo un 8,7% de los votos, pero los radicales no fueron capaces de convertir ese éxito en una mayor influencia en la arena política italiana. De 2001 a 2006 los radicales no tuvieron representación alguna en la Cámara de Diputados, habiendo mantenido durante los cinco años anteriores únicamente un senador.
En 2001, después de un aplastante fracaso en las elecciones generales, donde sólo obtuvieron el 2,3% de los votos y ningún escaño, los radicales se reorganizaron como "Radicales Italianos" y eligió joven Daniele Capezzone como secretario. Este fue un gran cambio desde que se decidiera en 1989 transformar el Partido Radical en el Partido Radical Transnacional, ya que significaba que los radicales entendieron que necesitaban una organización más estable más allá de listas electorales si querían conservar su papel en la política italiana.
El segundo paso importante fue la cuestión de alianzas. Durante el período previo a las elecciones regionales de 2005 , los Radicales Italianos dio el paso sin precedentes de pedir al mismo tiempo para unirse tanto al centro-derecha de la Casa de las Libertades como al centro-izquierda L'Unione, con independencia de sus plataformas políticas respectivas. La solicitud fue rechazada por ambas coaliciones; fue una señal interpretada por los radicales de que la política de aislamiento no era la más razonable.

### La Rosa en el Puño
En noviembre de 2005 los radicales italianos establecieron una alianza con Socialistas Demócratas Italianos (SDI), convirtiéndose de facto en miembros de la coalición L'Unione (a la cual pertenecía SDI) para las elecciones generales de 2006. El símbolo y el nombre de la nueva alianza fue la Rosa en el Puño, adoptando el antiguo símbolo del Partido Radical en los 70 y 80 y símbolo actual de la Internacional Socialista. Esta decisión llevó a la escisión de los radicales que estaban más interesados en una alianza con el centro-derecha: este grupo, dirigido por Benedetto Della Vedova, puso en marcha Reformadores Liberales, se unió a la Casa de las Libertades, y finalmente se integró en el Pueblo de la Libertad  de Silvio Berlusconi.
En dichas elecciones de la lista tuvo sólo un 2,6% de votos, resultado muy inferior a la suma electoral de los dos partidos antes de la alianza (Radicales en solitario tuvo un 2,3% en las elecciones europeas de 2004 ). Los radicales perdieron votantes en el norte en favor de Forza Italia, mientras que los socialistas perdieron terreno en el sur en favor de El Olivo. Sin embargo, tras las elecciones Emma Bonino fue nombrada como Ministra de Asuntos Europeos y Comercio Internacional en el Gobierno de Romano Prodi.
En noviembre de 2006, después de una disputa con Marco Pannella, que seguía siendo el líder real del partido en la sombra, Daniele Capezzone se vio obligado a abandonar el puesto de secretario y fue reemplazado por Rita Bernardini. Desde entonces Capezzone, aunque no dejó oficialmente el partido, llegó a ser muy crítico con el gobierno encabezado por Romano Prodi y formó su propia agrupación política denominada ¡Decide!, mucho más cerca de la centro-derecha que de la centro-izquierda. Más tarde, Capezzone se pasó a Forza Italia y se convirtió portavoz de ésta.
En noviembre de 2007, la Rosa en el Puño finalmente se disolvió, cuando SDI se fusionaron en el moderno Partido Socialista Italiano, y los radicales entraron en un nuevo punto de inflexión en su historia. En vísperas de la convención de 2007 de partido, Marco Pannella declaró que el partido debía "dar prioridad absoluta a las reformas económicas, liberales y libertarias, más que la lucha civil contra el poder, prepotencia y arrogancia del Vaticano", que había sido el tema central de la campaña electoral de 2006 con la Rosa en el Puño. Esto no significó como algunos expertos sugirieron una reconciliación con el centro-derecha; de hecho, los radicales siguieron estando más cerca de las posiciones del centro-izquierda.

### Dentro del Partido Demócrata

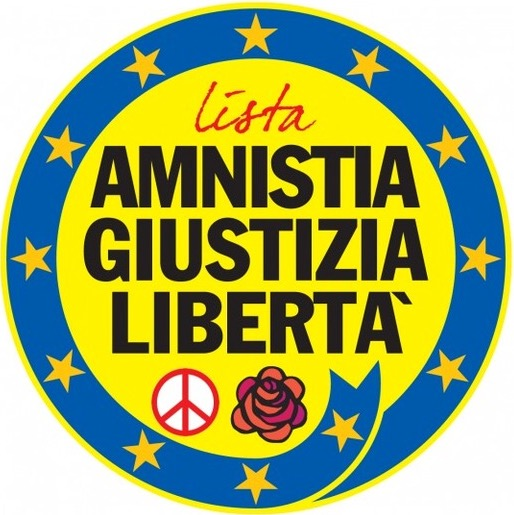
Logo de Amnistia Giustizia Libertà

En las siguientes elecciones, los radicales se unieron a las listas del Partido Democrático (PD). En virtud del acuerdo con el entonces líder del PD Walter Veltroni, fueron elegidos seis diputados y tres senadores. Después de las elecciones, Bonino fue nombrado Vicepresidenta del Senado.
En las elecciones al Parlamento Europeo de 2009 los radicales italianos concurrieron por separado del PD como la Lista Pannella-Bonino, consiguiendo un 2,4% de los votos, pero ningún eurodiputado. En noviembre Mario Staderini fue elegido secretario en lugar de Antonella Casu. Emma Bonino se postuló para presidenta en las elecciones regionales de Lacio de 2010 pero fue derrotada por Renata Polverini.
De cara a las elecciones generales de 2013 decide presentarse en solitario con el nombre de Lista Amnistía Giustizia Libertà, logrando sólo 64.732 votos (0,19%) y ninguna representación.

## Ideología
Los radicales italianos son un partido atípico para Italia y lo general son consideradas como un partido de izquierdas por personas de derechas, y de derechas por personas de izquierdas. Entre otras cosas, ellos son el único partido italiano claramente anticlerical actualmente, mientras que la mayoría de los demás partidos o apoyan la Iglesia católica o son ambivalentes.
Son partidarios de los derechos humanos y los derechos civiles, que consideran que deberían incluir el aborto, el matrimonio igualitario, la eutanasia, la inseminación artificial, la investigación con células madre, la abolición de la pena capital en todo el mundo y la legalización de las drogas blandas. Esto lleva al partido a serios desacuerdos con los principales partidos de centro-derecha, pero por otro lado su firme apoyo a políticas libertarias, al libre mercado, a las liberalizaciones y privatizaciones, a los bajos impuestos y los fondos privados de atención de salud se le lleva al desacuerdo en muchas áreas con el centro-izquierda.
En política exterior, los radicales son decididamente pro-estadounidenses, proeuropeos y se pronunciaron a favor del bombardeo de la OTAN sobre Yugoslavia. También proponen una reforma al estilo americano del sistema político italiano, incluyendo el presidencialismo, el federalismo competitivo y el sistema electoral de escrutinio mayoritario uninominal. A pesar de ser un partido pequeño, también son partidarios entusiastas del sistema de dos partidos.